# Микрополигон
Микрополигон (англ. Micropolygon) — термин в трёхмерной компьютерной графике, обозначающий полигон очень маленьких размеров по сравнению с изображением, которое проходит рендеринг.
В общем случае размер микрополигона близок или даже меньше площади одного пикселя. Микрополигоны позволяют рендереру создавать высоко детализированные изображения.
Концепция микрополигонов возникла в рамках системы рендеринга Reyes, разрабатываемой компанией Pixar. В Reyes геометрические примитивы во время рендеринга тесселируются в прямоугольную сетку маленьких четырёхугольных полигонов. Шейдер может заполнить каждый микрополигон одним цветом или назначить разные цвета каждой вершине микрополигона отдельно. Шейдерные программы, оперирующие микрополигонами, могут обработать всю сетку микрополигонов за раз в стиле SIMD. Эта возможность приводит к более быстрому выполнению шейдерных программ и позволяет шейдерам вычислять пространственные производные (например, для фильтрации текстур) путём сравнения значений с вершинами соседних микрополигонов.
Кроме этого, рендерер, использующий микрополигоны, может поддерживать Displacement mapping (карты смещения) просто смещая позиции вершин микрополигона во время его затенения. Это смещение обычно не ограничено нормалью локальной поверхности, и может быть получено для произвольного направления.